# Michael Zandberg

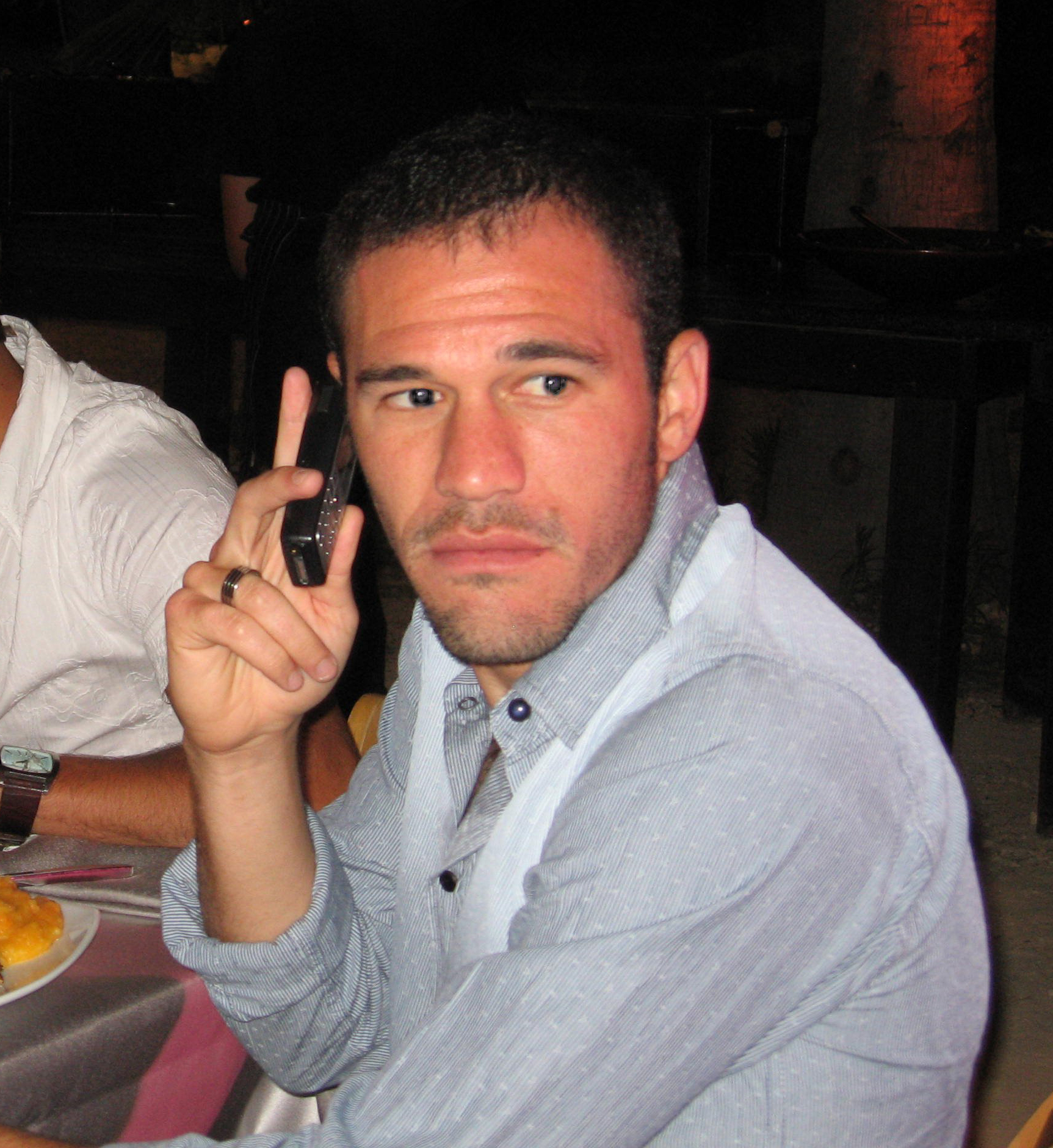
Michael Zandberg

Michael Zandberg  (hebreiska: מיכאל זנדברג) född 16 april 1980 i Petach-Tikva, är en israelisk fotbollsspelare. Zandberg spelade för Hapoel Petach-Tikva tills han var 22 år gammal innan han flyttade till Maccabi Haifa FC. Sedan 2013 spelar han i Hapoel Nir Ramat HaSharon.
Mellan 2002 och 2007 spelade Zandberg 20 landskamper och gjorde 4 mål för det israeliska landslaget.